# Lipocarpha abietina
Lipocarpha abietina är en halvgräsart som beskrevs av Paul Goetghebeur. Lipocarpha abietina ingår i släktet Lipocarpha och familjen halvgräs. Inga underarter finns listade i Catalogue of Life.